# Poesia dramática
A poesia dramática é apresentada com duplo caráter: épico e lírico ou ainda objetivo e subjetivo.
A poesia dramática mantem a narrativa épica, mas transfigurava os narradores nos próprios personagens das ações, pintando seus estados emotivos, o que lhe conferia um sabor lírico.
Quem produz poesia dramática é denominado poeta dramático. Os três grandes poetas dramáticos da antiguidade clássica foram: Eurípedes, Ésquilo e Sófocles. Das inúmeras peças que escreveram, somente algumas foram preservadas, sendo ainda representadas em todas as partes do mundo. 
O padre José de Anchieta em sua campanha catequista, no Brasil do século XVI, usou um subgênero dramático, o auto sacramental, como forma de difusão do ideais cristãos entre os indígenas. supera kisame